# Sivasagar
Sivasagar (en asamés: শিৱসাগৰ ) es una localidad de la India, centro administrativo del distrito de Sivasagar, estado de Assam.

## Geografía
Se encuentra a una altitud de 95 m s. n. m. a 353 km de la capital estatal, Dispur, en la zona horaria UTC +5:30.

## Demografía
Según estimación 2010 contaba con una población de 71 499 habitantes.